# Jean Tamini
Jean Tamini, né le 9 décembre 1919 à Monthey et mort le 13 mars 1993, est un footballeur et un dirigeant de club de football suisse.

## Biographie
En tant qu'attaquant, il fut international suisse à 20 reprises pour 3 buts.
Il participa à la Coupe du monde de football de 1950, au Brésil. Il fut titulaire lors des matchs de la Suisse (Mexique, Brésil et Yougoslavie). 
De plus, il inscrit à la 37e minute un but contre le Mexique (2-1).
Il joua dans 3 clubs : le FC Lyon, l'AS Saint-Étienne et le Servette FC. Il remporta le Championnat de Suisse de football à deux reprises et une Coupe de Suisse de football.
À la fin de sa carrière de footballeur, il fut recruté par l'Olympique lyonnais : entre 1955 et 1959, il entraîne l'équipe amateure de l'OL et dès 1959, il est directeur sportif.

## Clubs
- 1939-1940 :  FC Lyon
- 1940-1941 :  AS Saint-Étienne
- 1941-1943 :  FC Lyon
- 1943-1944 :  Servette FC
- 1944-1945 :  FC Lyon
- 1945-1950 :  Servette FC
- 1950-1952 :  AS Saint-Étienne
- 1952-1953 :  Servette FC

## Palmarès
- Championnat de Suisse de football
  - Champion en 1946 et en 1950
  - Vice-champion en 1944
- Coupe de Suisse de football
  - Vainqueur en 1947
- Championnat de France de football
  - Vice-champion en 1945